# Associazione Calcio Fiorentina 1945-1946
Questa voce raccoglie le informazioni riguardanti l'Associazione Calcio Fiorentina nelle competizioni ufficiali della stagione 1945-1946.

## Stagione

Menotti Avanzolini.

Egisto Pandolfini.

Dopo l'armistizio l'Italia centrale e settentrionale viene occupata dalle truppe tedesche e il campionato nazionale di calcio viene interrotto. Al suo posto le Federazioni organizzano vari campionati a carattere locale, come il Campionato toscano di guerra, manifestazione calcistica disputata in Toscana nella stagione 1944- 1945, alla fine della seconda guerra mondiale.
Il campionato di calcio, per motivi di organizzazione dopo la fine della guerra, è diviso in gironi, la Fiorentina appartiene al girone del centro-sud. Nonostante il girone sia più facile di quello del centro-nord la Fiorentina non si qualifica per le finali nazionali e finisce il campionato solo quinta, ma rimane il gusto per il pubblico di riassaporare lo sport ed i gol dei viola. È l'ultima stagione in viola del grande Romeo Menti che poi andrà al Torino.
La Coppa Italia verrà sospesa per tornare negli anni '60. In panchina Giuseppe Bigogno, e per quest'annata presidente Arrigo Paganelli, eletto dal comitato dei reggenti.

## Rosa
| N. |                   | Ruolo | Calciatore               |
| -- | ----------------- | ----- | ------------------------ |
|    | Italia (bandiera) | P     | Luciano Cantini          |
|    | Italia (bandiera) | P     | Luigi Griffanti          |
|    | Italia (bandiera) | D     | Ivo Buzzegoli            |
|    | Italia (bandiera) | D     | Alberto Eliani           |
|    | Italia (bandiera) | D     | Carlo Piccardi           |
|    | Italia (bandiera) | C     | Romeo Menti              |
|    | Italia (bandiera) | C     | Menotti Avanzolini       |
|    | Italia (bandiera) | C     | Augusto Magli (capitano) |
|    | Italia (bandiera) | C     | Pasquale Morisco         |

| N. |                   | Ruolo | Calciatore         |
| -- | ----------------- | ----- | ------------------ |
|    | Italia (bandiera) | C     | Mario Micheli      |
|    | Italia (bandiera) | C     | Duilio Rallo       |
|    | Italia (bandiera) | C     | Muzio Milani       |
|    | Italia (bandiera) | A     | Antonio Della Rosa |
|    | Italia (bandiera) | A     | Mario Gritti       |
|    | Italia (bandiera) | A     | Renato Gei         |
|    | Italia (bandiera) | A     | Aldo Biagiotti     |
|    | Italia (bandiera) | A     | Egisto Pandolfini  |

## Divisione Nazionale 1945-1946 - Serie mista A-B Centro - Sud

### Girone di andata
| Arbitro: | Cappucci (Roma) |

|                                                      |           |  |
| Di Teodoro 65’ Avanzolini 68’ (aut.) Tontodonati 72’ | Marcatori |  |

| Arbitro: | Vannini (Bologna) |

|                                                |           |  |
| Menti II 2’ Biagiotti 14’, 50’ Gritti 41’, 57’ | Marcatori |  |

| Arbitro: | Stampacchia (Nola) |

|            |           |  |
| Cavone 10’ | Marcatori |  |

| Arbitro: | Dattilo (Roma) |

|                      |           |  |
| Margiotta 75’ (rig.) | Marcatori |  |

| Arbitro: | Gamba (Napoli) |

|                                   |           |                     |
| Menti II 24’, 70’ Gritti 68’, 73’ | Marcatori | 16’, 38’, 59’ König |

| Arbitro: | Scotti (Taranto) |

|                      |           |  |
| Cozzolini 53’ (rig.) | Marcatori |  |

| Arbitro: | Cristianello (Bari) |

|                    |           |  |
| Gei 16’ Gritti 48’ | Marcatori |  |

| Arbitro: | Cappucci (Roma) |

|  |           |                 |
|  | Marcatori | 33’ Di Costanzo |

| 16 dicembre 1945 9ª giornata |  | – |  |  |

| Arbitro: | Dattilo (Roma) |

|                            |           |            |
| Biagiotti 38’ Menti II 62’ | Marcatori | 25’ Raccis |

| Arbitro: | Galeati (Bologna) |

|              |           |                     |
| Ulivieri 58’ | Marcatori | 60’ (rig.) Menti II |

| 6 gennaio 1946 12ª giornata |  | – |  |  |

### Girone di ritorno
| Arbitro: | Gemini (Roma) |

|                            |           |            |
| Gei 68’, 73’ Biagiotti 82’ | Marcatori | 29’ Suozzi |

| Arbitro: | Dattilo (Roma) |

|  |           |            |
|  | Marcatori | 78’ Gritti |

| Arbitro: | Fois (Roma) |

|                         |           |  |
| Biagiotti 4’ Gritti 72’ | Marcatori |  |

| Arbitro: | Orlandini (Roma) |

|                            |           |  |
| Gritti 2’, 54’, 71’ Gei 7’ | Marcatori |  |

| Arbitro: | Carpani (Milano) |

|           |           |  |
| König 23’ | Marcatori |  |

| Arbitro: | Galeati (Bologna) |

|                         |           |  |
| Menti II 61’ Gritti 76’ | Marcatori |  |

| Palermo 3 marzo 1946 19ª giornata | Palermo        | 0 – 0 | Fiorentina | Stadio La Favorita\| Arbitro: \| Dattilo (Roma) \| |
| Arbitro:                          | Dattilo (Roma) |       |            |                                                    |

| Arbitro: | Gemini (Roma) |

|           |           |  |
| Baldi 27’ | Marcatori |  |

| 17 marzo 1946 21ª giornata |  | – |  |  |

| Arbitro: | Dattilo (Roma) |

|            |           |         |
| Raccis 23’ | Marcatori | 31’ Gei |

| Arbitro: | Gemini (Roma) |

|                                                     |           |  |
| Gritti 4’ Morisco 49’, 78’ Della Rosa 59’ Rallo 84’ | Marcatori |  |

| 7 aprile 1946 24ª giornata |  | – |  |  |

## Statistiche

### Statistiche dei giocatori
| Giocatore     | Serie mista A-B Centro-Sud | Serie mista A-B Centro-Sud |
| Giocatore     | Presenze                   | Reti                       |
| ------------- | -------------------------- | -------------------------- |
| M. Avanzolini | 18                         | 0                          |
| A. Biagiotti  | 15                         | 5                          |
| I. Buzzegoli  | 9                          | 0                          |
| L. Cantini    | 1                          | -1                         |
| A. Della Rosa | 6                          | 1                          |
| A. Eliani     | 18                         | 0                          |
| R. Gei        | 15                         | 5                          |
| L. Graffianti | 19                         | -15                        |
| M. Gritti     | 20                         | 12                         |
| A. Magli      | 19                         | 0                          |
| R. Menti      | 18                         | 6                          |
| M. Micheli    | 3                          | 0                          |
| M. Milani     | 1                          | 0                          |
| P. Morisco    | 13                         | 2                          |
| E. Pandolfini | 6                          | 0                          |
| C. Piccardi   | 20                         | 0                          |
| D. Rallo      | 19                         | 1                          |